# Суверенное княжество объединённых Нидерландов
Суверенное княжество объединённых Нидерландов (нидерл. Souverein Vorstendom der Vereenigde Nederlanden) — княжество, существовавшее на территории современных Нидерландов с 1813 по 1815 год. Оно было недолгоживущим независимым княжеством, а также прямым предшественником
Объединённого королевства Нидерландов (1815—1839), при котором оно было соединено с Южными Нидерландами в 1815 году. Княжество было провозглашено в 1813 году, когда победители войны шестой коалиции провели политическую реорганизацию Европы, которая в конечном итоге будет определена Венским конгрессом.